# Valeriu Bularca
Valeriu Bularca est un lutteur roumain né le 14 février 1931 à Întorsura Buzăului et mort le 7 février 2017 à Brașov. Il est spécialisé en lutte gréco-romaine.

## Palmarès

### Jeux olympiques
- Médaille d'argent dans la catégorie des moins de 70 kg en 1964 à Tokyo

### Championnats du monde
- Médaille d'or dans la catégorie des moins de 73 kg en 1961 à Yokohama
- Médaille de bronze dans la catégorie des moins de 73 kg en 1958 à Budapest